# Rio Laranjinha
O rio Laranjinha é um curso de água que banha o estado do Paraná. 
Nasce no município de Ventania e desagua no rio das Cinzas. O rio Laranjinha é o principal afluente da margem esquerda do rio das Cinzas que faz parte da bacia do rio Paranapanema.
O rio Laranjinha nasce no município de Ventania e tem sua foz no rio das Cinzas entre os municípios de Bandeirantes e Santa Mariana, ambos no Paraná, com uma extensão de aproximadamente 350 km é um dos principais cursos de água do estado.
Pouco se sabe sobre a biodiversidade de peixes deste rio, porém desde setembro de 2010 nosso grupo de pesquisas  vem realizando coletas de sua nascente até sua foz, neste período o rio Laranjinha têm-se revelado um verdadeiro reservatório de biodiversidade de peixes.[carece de fontes?]
Ao longo de seu curso existe apenas um empreendimento hidrelétrico, construído na década de 50, entretanto atualmente no site da ANEEL (Agência Nacional de Energia Elétrica) existem registros de novos projetos de pequenas centrais hidrelétricas (PCH)  cadastrados para o rio Laranjinha. Diversos autores  têm classificado a construção de barramentos em corpos d água como uma das principais ameaças à biodiversidade aquática, em especial à ictiofauna. Assim, trabalhos que visem documentar a biodiversidade de peixes do rio Laranjinha são urgentes. [carece de fontes?]
A biodiversidade pode ser quantificada através do número de espécies de uma região, mas também pela diversidade genética apresentada pelos indivíduos de cada espécie. A diversidade genética é a matéria prima para a evolução, portanto, essencial para que as espécies possam responder às variações ambientais, e se adaptarem às novas condições. Os marcadores moleculares são fenótipos moleculares oriundos de sequências no DNA, expressas ou não, estes, são ferramentas poderosas na detecção de variabilidade genética. Neste contexto têm se destacado os marcadores microssatélites e as sequências de mtDNA, tais metodologias vêm sendo amplamente empregadas no estudo de populações de peixes. O presente trabalho ((esclarecer}} tem por objetivo realizar uma análise de diversidade e estrutura genética de Hypostomus ancistroides coletados no rio Laranjinha. [carece de fontes?]